# پترارشیزم

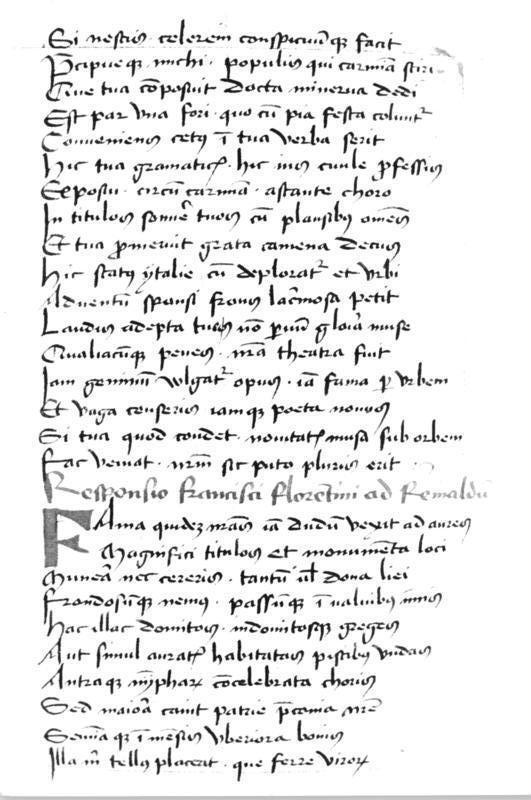
اشعار اصلی نوشته‌شده توسط پترارک، که در سال ۱۹۸۵ در ارفورت یافت شد

پترارشیزم (به انگلیسی: Petrarchism)، یک جنبش ادبی قرن شانزدهمی به سبک پترارک بود که توسط پیروان ایتالیایی، فرانسوی، اسپانیایی و انگلیسی او شکل گرفت، و تا حدی منطبق بر شیوه‌گراییبود، که مجموعه شعر کتاب ترانه او را متنی متعارف می‌دانستند. برخی از این پیروان پیترو بمبو، میکل آنژ، ملین دو سنت ژله، ویتوریا کولونا، کلمان مارو، گارسیلاسو د لا وگا، جووانی دلا کاسا، توماس ویات، هنری هاوارد، یواخیم دو بله، ادموند اسپنسر و فیلیپ سیدنی بودند. بنابراین، در کتاب نثر زبان عامیانه پیترو بمبو (۱۵۲۵) پترارک الگوی ترکیب شعر است.